# 2006-os közgyűlési választások Hajdú-Bihar megyében
A 2006-os megyei közgyűlési választásokat október 1-jén bonyolították le, az általános önkormányzati választások részeként.
Hajdú-Bihar megyében a szavazásra jogosultak több mint fele, közel százötvenezer polgár ment el szavazni. A szavazók tizenhat szervezet jelöltjei közül választhattak.
A legtöbb szavazatot a Fidesz-KDNP-Magosz lista kapta, huszonhárom képviselőjük a többséget jelentette a negyven fős közgyűlésben. Tizenhárom megszerzett hellyel az MSZP lett a második. Bejutott még a közgyűlésbe az MDF kettő és az SZDSZ, illetve a Hajdúvárosok egy-egy megbízottja. További kilenc szervezet viszont nem került be a megyeházára.
A közgyűlés új elnöke Rácz Róbert, a Fidesz-KDNP-Magosz kistelepülési listavezetője lett.

## A választás rendszere

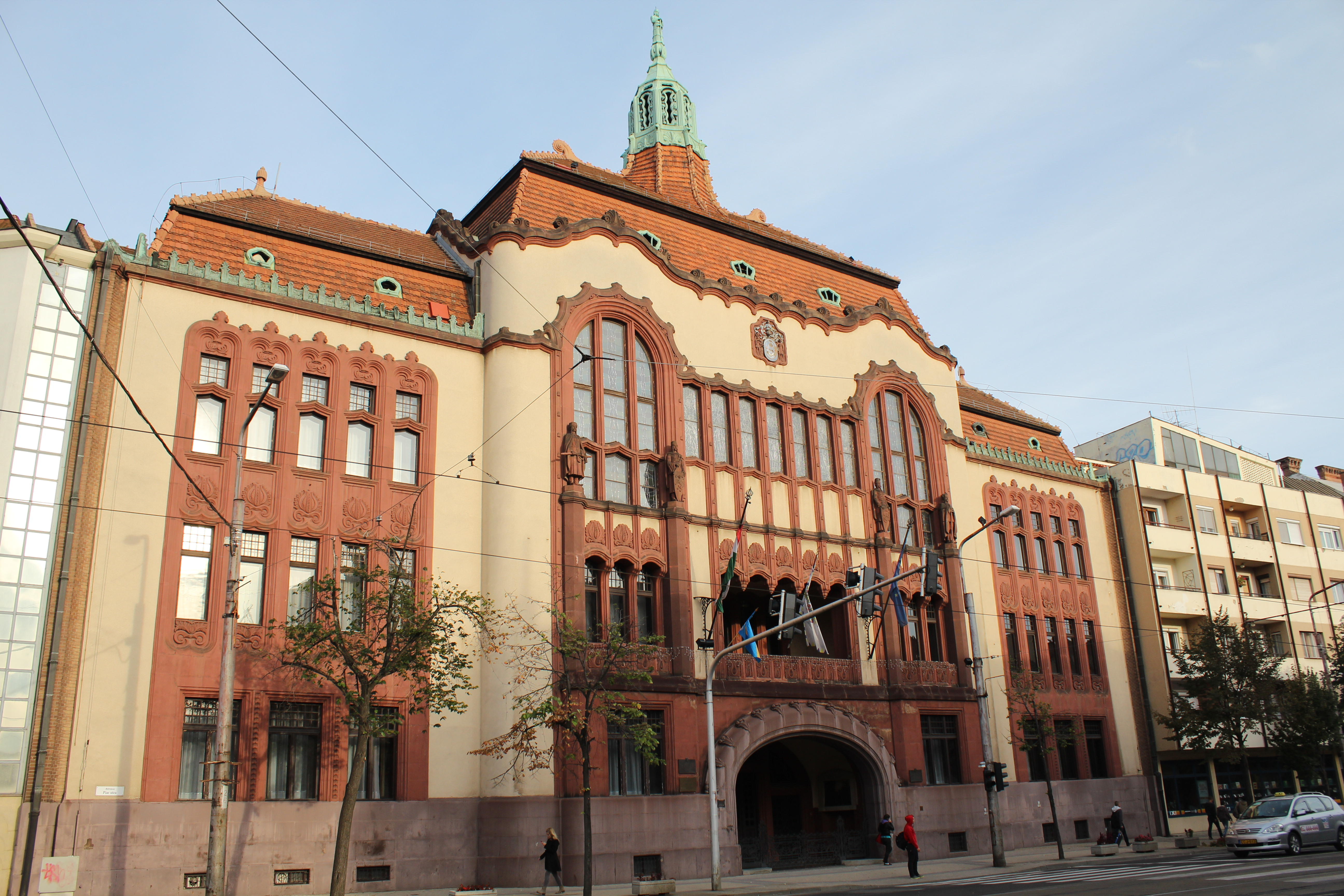
Megyeháza, Debrecen

A megyei közgyűlési választásokat az országosan megrendezett általános önkormányzati választások részeként tartották meg. A szavazók a településük polgármesterére és a helyi képviselőkre is ekkor adhatták le a szavazataikat.
A választási rendszer – immár negyedik alkalommal – az 1994-ben elfogadott szabályokon alapult.
A közgyűlési választásokon a községek, nagyközségek és városok polgárai szavazhattak. A megyei jogú városban élők – mivel nem tartoztak a megye joghatósága alá – nem vettek részt a megyei közgyűlés megválasztásában.
A választók két választókerületbe tartoztak, ahol listákra szavazhattak. A két választókerület a települések mérete szerint különült el: az egyikbe a legfeljebb 10 ezer lakóval bíró kistelepülések, a másikba pedig az ennél népesebb középvárosok tartoztak. A szavazatokat a két választókerületben külön-külön számolták össze és osztották el arányosan az adott kerületben az érvényes szavazatok 4%-át elérő szervezetek között.

### Választókerületek
|                                  | Település | Lakó    | Választó- polgár | Megyei képviselő |
| -------------------------------- | --------- | ------- | ---------------- | ---------------- |
| Kistelepülések 10 ezer lakóig    | 73        | 201 727 | 153 557          | 24               |
| Középvárosok 10 ezer lakó fölött | 8         | 150 526 | 116 612          | 16               |
| Közgyűlési választókerületek     | 81        | 352 253 | 270 169          | 40               |
| Megyei jogú város Debrecen       | 1         | 206 315 | (166 681)        | –                |
| Összesen                         | 82        | 558 568 | (436 850)        | 40               |

Hajdú-Bihar megyében a közgyűlés létszáma 40 fő volt. A kistelepülési választókerületben 24, a középvárosiban pedig 16 képviselőt választhattak meg. Debrecen, mint megyei jogú város nem tartozott a megye joghatósága alá, s így polgárai nem is szavazhattak a megye önkormányzatának összetételéről.
A közgyűlést a megye 60 községének és nagyközségének, valamint 21 városának polgárai választhatták meg. A városok közül azonban csak nyolcban éltek tízezernél többen, így csak ez a nyolc tartozott a középvárosi választókerületbe.
A választásra jogosult polgárok száma 270 ezer volt. A polgárok egyötöde a háromezer fősnél kisebb településeken lakott, míg bő kétötödük a 10 ezer főnél népesebb városokban.
A legkevesebb polgár a megye déli részén fekvő Vekerd községben élt (139 polgár), míg a legtöbb Hajdúböszörményben (24 928 polgár).
| A közgyűlési választók eloszlása településméret szerint | A közgyűlési választók eloszlása településméret szerint | A közgyűlési választók eloszlása településméret szerint | A közgyűlési választók eloszlása településméret szerint | A közgyűlési választók eloszlása településméret szerint | A közgyűlési választók eloszlása településméret szerint                               |
| Településméret (lakók száma)                            | Településméret (lakók száma)                            | Település                                               | Választójogosult (2006. júl. 20.)                       | Választójogosult (2006. júl. 20.)                       | Megjegyzés                                                                            |
| ------------------------------------------------------- | ------------------------------------------------------- | ------------------------------------------------------- | ------------------------------------------------------- | ------------------------------------------------------- | ------------------------------------------------------------------------------------- |
|                                                         |                                                         |                                                         |                                                         |                                                         |                                                                                       |
| Kistelepülési választókerület                           |                                                         |                                                         |                                                         |                                                         |                                                                                       |
|                                                         | 1 – 600                                                 | 7                                                       | 1 964                                                   | 0,73%                                                   | legkisebb község: Vekerd                                                              |
| 601 – 1 300                                             | 19                                                      | 14 294                                                  | 5,29%                                                   |                                                         |                                                                                       |
| 1 301 – 3 000                                           | 25                                                      | 39 087                                                  | 14,47%                                                  |                                                         |                                                                                       |
| 3 001 – 5 000                                           | 9                                                       | 26 708                                                  | 9,89%                                                   |                                                         |                                                                                       |
| 5 001 – 10 000                                          | 13                                                      | 71 504                                                  | 26,47%                                                  | új város: Kaba (2004)                                   |                                                                                       |
|                                                         |                                                         | 73                                                      | 153 557                                                 | 56,84%                                                  |                                                                                       |
|                                                         |                                                         |                                                         |                                                         |                                                         |                                                                                       |
| Középvárosi választókerület                             |                                                         |                                                         |                                                         |                                                         |                                                                                       |
|                                                         | 10 000 – 25 000                                         | 7                                                       | 91 684                                                  | 33,94%                                                  | H.Sámson, H.Hadház, Püspökladány, Berettyóújfalu, Balmazújváros, H.Nánás, H.Szoboszló |
| 25 000 fölött                                           | 1                                                       | 24 928                                                  | 9,23%                                                   | H.Böszörmény                                            |                                                                                       |
|                                                         |                                                         | 8                                                       | 116 612                                                 | 43,16%                                                  |                                                                                       |
|                                                         |                                                         |                                                         |                                                         |                                                         |                                                                                       |
| Összesen                                                | Összesen                                                | 82                                                      | 270 169                                                 | 100%                                                    |                                                                                       |

## Jelöltállítás
Tizenhat szervezet vett részt a jelöltállítási folyamatban. Mind a két választókerületben tíz-tíz listát állítottak. A jelöltek száma összesen 251 volt (136+115).
A listák döntő részét az országos pártok állították, s a jelöltek számában is elsöprő többséggel bírtak. A tizenhat szervezetből hét volt megyei gyökerű. Ezekből az egyik a hajdúsági, egy másik pedig a bihari megyerész önkormányzatait képviselte. Két szervezet is hajdúböszörményi kötődésű volt. Egy szervezet a kistelepülések polgármestereit tömörítette, egy a nyugdíjasok érdekvédelmét látta el, egy pedig ipartestületi szövetség volt. Az országos szervezetek között szerepelt egy gazdaszövetség, három parlamenten kívüli párt és öt országgyűlési párt.

### Listák
Lista állításához mind a két választókerületben külön-külön kellett ajánlásokat gyűjteni. Az ajánlások gyűjtésére egy bő hónap állt rendelkezésre – augusztus 4. és szeptember 8. között. Ez alatt az idő alatt a választókerületi polgárok 0,3%-ának ajánlását kellett megszerezni. A Hajdú-Bihar megyei kistelepülési választókerületben ez 461, a középvárosiban 350 ajánlást jelentett. Lehetőség volt önálló és közös listák állítására is. A közös listák esetében ugyanannyi ajánlásra volt szükség, mint az önállóak esetében. Arra is volt lehetőség, hogy egy szervezet csak az egyik választókerületben állítson listát, sőt arra is, hogy a két választókerületben más-más módon állítson listát (például az egyikben közös listán, a másikban pedig önállóan induljon).
| Kistelepülési választókerület     | Kistelepülési választókerület | Kistelepülési választókerület | Kistelepülési választókerület | Szervezet    | Szervezet                                                                   | Szervezet    | Szervezet    | Középvárosi választókerület | Középvárosi választókerület | Középvárosi választókerület | Középvárosi választókerület |
| #.                                | lista neve                    | típusa                        | jelöltek száma                |              | neve                                                                        | jellege      | hatóköre     | #.                          | lista neve                  | típusa                      | jelöltek száma              |
| --------------------------------- | ----------------------------- | ----------------------------- | ----------------------------- | ------------ | --------------------------------------------------------------------------- | ------------ | ------------ | --------------------------- | --------------------------- | --------------------------- | --------------------------- |
| helyi és megyei szervezetek       |                               |                               |                               |              |                                                                             |              |              |                             |                             |                             |                             |
|                                   |                               |                               |                               |              | Hajdúböszörmény Fejlődéséért Egyesület                                      | társ.        | megyei       | 8.                          | HBFE                        | önálló                      | 3                           |
|                                   |                               |                               |                               |              | KISZÖV Hajdú-Bihar Megyei Iparszövetség                                     | társ.        | megyei       | 3.                          | KISZÖV                      | önálló                      | 4                           |
|                                   |                               |                               |                               |              | Hajdúvárosok Hagyományőrző, Érdekképviseleti és Területfejlesztő Szövetsége | társ.        | megyei       | 4.                          | Hajdúvárosok                | önálló                      | 4                           |
|                                   |                               |                               |                               |              | Civilek a Lakóhelyért Egyesület                                             | társ.        | megyei       | 10.                         | Civilek                     | önálló                      | 5                           |
| 5.                                | NYÉRE                         | önálló                        | 5                             |              | Nyugdíjasok Érdekérvényesítő Egyesülete                                     | társ.        | megyei       |                             |                             |                             |                             |
| 7.                                | BIÖSZ                         | önálló                        | 7                             |              | Bihari Önkormányzatok Szövetsége Egyesülete                                 | társ.        | megyei       |                             |                             |                             |                             |
| 2.                                | Polgármesterek                | önálló                        | 8                             |              | Polgármesterek Hajdú-Bihar Megyéért Egyesület                               | társ.        | megyei       |                             |                             |                             |                             |
| országos pártok és szövetségeseik |                               |                               |                               |              |                                                                             |              |              |                             |                             |                             |                             |
| 9.                                | FKGP                          | önálló                        | 3                             |              | Független Kisgazda-, Földmunkás- és Polgári Párt                            | párt         | országos     | 1.                          | FKGP                        | önálló                      | 2                           |
| 6.                                | MIÉP                          | önálló                        | 6                             |              | Magyar Igazság és Élet Pártja                                               | párt         | országos     | 5.                          | MIÉP-MVPP                   | közös                       | 12                          |
| 3.                                | MVPP                          | önálló                        | 15                            |              | Magyar Vidék és Polgári Párt                                                | párt         | országos     | 5.                          | MIÉP-MVPP                   | közös                       | 12                          |
| 8.                                | SZDSZ                         | önálló                        | 11                            |              | SZDSZ – A magyar liberális párt                                             | párt         | országos     | 6.                          | SZDSZ                       | önálló                      | 10                          |
| 1.                                | MDF                           | önálló                        | 16                            |              | Magyar Demokrata Fórum                                                      | párt         | országos     | 9.                          | MDF                         | önálló                      | 29                          |
| 10.                               | Fidesz-KDNP- Magosz           | közös                         | 24                            |              | Fidesz – Magyar Polgári Szövetség                                           | párt         | országos     | 2.                          | Fidesz-KDNP- Magosz         | közös                       | 16                          |
| 10.                               | Fidesz-KDNP- Magosz           | közös                         | 24                            |              | Kereszténydemokrata Néppárt                                                 | párt         | országos     | 2.                          | Fidesz-KDNP- Magosz         | közös                       | 16                          |
| 10.                               | Fidesz-KDNP- Magosz           | közös                         | 24                            |              | Magyar Gazdakörök és Gazdaszövetkezetek Szövetsége                          | társ.        | országos     | 2.                          | Fidesz-KDNP- Magosz         | közös                       | 16                          |
| 4.                                | MSZP                          | önálló                        | 41                            |              | Magyar Szocialista Párt                                                     | párt         | országos     | 7.                          | MSZP                        | önálló                      | 30                          |
| 10 lista                          | 10 lista                      | 10 lista                      | 136                           | 16 szervezet | 16 szervezet                                                                | 16 szervezet | 16 szervezet | 10 lista                    | 10 lista                    | 10 lista                    | 115                         |

### Jelöltek
| Kistelepülési választókerület | Lista | Lista              | Középvárosi választókerület |
| ----------------------------- | ----- | ------------------ | --------------------------- |
| Olajos Mihály                 |       | BIÖSZ              |                             |
|                               |       | Civilek            | dr. Nagy Imre               |
| Kozlok Béla                   |       | FKGP               | Bodnár János László         |
| Rácz Róbert                   |       | Fidesz-KDNP-Magosz | Arnóth Sándor               |
|                               |       | Hajdúvárosok       | Kathiné Juhász Ildikó       |
|                               |       | HBFE               | Rácz Sándor                 |
|                               |       | KISZÖV             | Török István                |
| Kálmánné Szabó Katalin        |       | MDF                | Makay Zsolt                 |
| dr. Móri Antal                |       | MIÉP               | Sári Csaba                  |
| Antal János Csaba             |       | MVPP               | Sári Csaba                  |
| dr. Oláh Lajos                |       | MSZP               | dr. Molnár László           |
| Kujbus Mihály János           |       | NYÉRE              |                             |
| Bajusz Istvánné               |       | Polgármesterek     |                             |
| Fülöp Mihály István           |       | SZDSZ              | Gadus István János          |
|                               |       |                    |                             |

| MDF |
| --- |
| |
| Kálmánné Szabó Katalin |
| Lakatos Tibor József |
| Szőllősi Imre |
| Oláh József |
| Guba Péter |
| \| További jelöltek \| \| ------------------------- \| \| Pethe Tamás \| \| Mócsán Tiborné \| \| dr. Thomay Dezső \| \| dr. Medgyessy István \| \| dr. Károlyi Sándor György \| \| Bágyokné Nagy Erzsébet \| \| Fenyves József \| \| Bagdány Miklós \| \| Boruzsné Bói Ildikó \| \| Nagyné Juhász Éva \| \| Karancsi Lajos \| |
| További jelöltek |
| Pethe Tamás |
| Mócsán Tiborné |
| dr. Thomay Dezső |
| dr. Medgyessy István |
| dr. Károlyi Sándor György |
| Bágyokné Nagy Erzsébet |
| Fenyves József |
| Bagdány Miklós |
| Boruzsné Bói Ildikó |
| Nagyné Juhász Éva |
| Karancsi Lajos |

| További jelöltek          |
| ------------------------- |
| Pethe Tamás               |
| Mócsán Tiborné            |
| dr. Thomay Dezső          |
| dr. Medgyessy István      |
| dr. Károlyi Sándor György |
| Bágyokné Nagy Erzsébet    |
| Fenyves József            |
| Bagdány Miklós            |
| Boruzsné Bói Ildikó       |
| Nagyné Juhász Éva         |
| Karancsi Lajos            |

| Polgármesterek                                                                                       |
| --- |
| |
| Bajusz Istvánné                                                                                      |
| Csobán József                                                                                        |
| dr. Katona Gyula                                                                                     |
| Hadházi László                                                                                       |
| Eszenyi Antal                                                                                        |
| \| További jelöltek \| \| ---------------- \| \| Farkas Pál \| \| Varga József \| \| Kiss Tiborné \| |
| További jelöltek                                                                                     |
| Farkas Pál                                                                                           |
| Varga József                                                                                         |
| Kiss Tiborné                                                                                         |

| További jelöltek |
| ---------------- |
| Farkas Pál       |
| Varga József     |
| Kiss Tiborné     |

| MVPP |
| --- |
| |
| Antal János Csaba |
| Luxeder Endre |
| Széles Elek |
| dr. Szilágyi Ilona Veronika |
| Nagy Sándor |
| \| További jelöltek \| \| ----------------------- \| \| Hamecz Sándor \| \| Majoros Istvánné \| \| Adamecz Zsófia Anna \| \| Lékáné Várkonyi Gizella \| \| Dobos József \| \| Kozma Sándor \| \| Hajdú Csaba \| \| Zsiday Csaba Ferenc \| \| Hajdú Lajos \| \| Győri László \| |
| További jelöltek |
| Hamecz Sándor |
| Majoros Istvánné |
| Adamecz Zsófia Anna |
| Lékáné Várkonyi Gizella |
| Dobos József |
| Kozma Sándor |
| Hajdú Csaba |
| Zsiday Csaba Ferenc |
| Hajdú Lajos |
| Győri László |

| További jelöltek        |
| ----------------------- |
| Hamecz Sándor           |
| Majoros Istvánné        |
| Adamecz Zsófia Anna     |
| Lékáné Várkonyi Gizella |
| Dobos József            |
| Kozma Sándor            |
| Hajdú Csaba             |
| Zsiday Csaba Ferenc     |
| Hajdú Lajos             |
| Győri László            |

| MSZP |
| --- |
| |
| dr. Oláh Lajos |
| dr. Forgács Barna |
| Gurzó László |
| Arany Sándor |
| Csige Tamás |
| \| További jelöltek \| \| -------------------------- \| \| Titi Éva \| \| Szécsi Tamás \| \| Moczok Gyula \| \| Lukovics András \| \| Krucsó Antal \| \| Bangóné Borbély Ildikó \| \| Struba József \| \| Nagy Józsefné \| \| Orvos Mihály \| \| Erdős Károly \| \| Korcsmáros Sándor \| \| Sarudi Sándor \| \| Szabó János \| \| Pénzes László \| \| Taga László \| \| Lacka Jánosné \| \| Miterliné dr. Vass Melinda \| \| Toplak Jenő \| \| Petrucz Jánosné \| \| Szabó Gábor \| \| Kovács László \| \| Forgács Imre \| \| Nagy Zoltán \| \| Pogácsás György \| \| Szabó Ágnes \| \| dr. Szabó József \| \| Dani Béla \| \| Pápa Krisztián \| \| dr. Jeles Viktor \| \| Jakab Jenő \| \| Enyedi Eszter \| \| Derzsi Miklós \| \| dr. Juhászné Lévai Katalin \| \| dr. Hajdu Attila \| \| Tóth József \| \| Csontos János \| |
| További jelöltek |
| Titi Éva |
| Szécsi Tamás |
| Moczok Gyula |
| Lukovics András |
| Krucsó Antal |
| Bangóné Borbély Ildikó |
| Struba József |
| Nagy Józsefné |
| Orvos Mihály |
| Erdős Károly |
| Korcsmáros Sándor |
| Sarudi Sándor |
| Szabó János |
| Pénzes László |
| Taga László |
| Lacka Jánosné |
| Miterliné dr. Vass Melinda |
| Toplak Jenő |
| Petrucz Jánosné |
| Szabó Gábor |
| Kovács László |
| Forgács Imre |
| Nagy Zoltán |
| Pogácsás György |
| Szabó Ágnes |
| dr. Szabó József |
| Dani Béla |
| Pápa Krisztián |
| dr. Jeles Viktor |
| Jakab Jenő |
| Enyedi Eszter |
| Derzsi Miklós |
| dr. Juhászné Lévai Katalin |
| dr. Hajdu Attila |
| Tóth József |
| Csontos János |

| További jelöltek           |
| -------------------------- |
| Titi Éva                   |
| Szécsi Tamás               |
| Moczok Gyula               |
| Lukovics András            |
| Krucsó Antal               |
| Bangóné Borbély Ildikó     |
| Struba József              |
| Nagy Józsefné              |
| Orvos Mihály               |
| Erdős Károly               |
| Korcsmáros Sándor          |
| Sarudi Sándor              |
| Szabó János                |
| Pénzes László              |
| Taga László                |
| Lacka Jánosné              |
| Miterliné dr. Vass Melinda |
| Toplak Jenő                |
| Petrucz Jánosné            |
| Szabó Gábor                |
| Kovács László              |
| Forgács Imre               |
| Nagy Zoltán                |
| Pogácsás György            |
| Szabó Ágnes                |
| dr. Szabó József           |
| Dani Béla                  |
| Pápa Krisztián             |
| dr. Jeles Viktor           |
| Jakab Jenő                 |
| Enyedi Eszter              |
| Derzsi Miklós              |
| dr. Juhászné Lévai Katalin |
| dr. Hajdu Attila           |
| Tóth József                |
| Csontos János              |

| NYÉRE               |
| ------------------- |
|                     |
| Kujbus Mihály János |
| Galó Józsefné       |
| Szánóczki István    |
| Gere Gyuláné        |
| Szarvas Józsefné    |

| MIÉP                                                               |
| ------------------------------------------------------------------ |
|                                                                    |
| dr. Móri Antal                                                     |
| Apponyi Tibor                                                      |
| Mester Bálint                                                      |
| László Lajos                                                       |
| Hajdu József                                                       |
| \| További jelöltek \| \| ---------------- \| \| Baranyai Árpád \| |
| További jelöltek                                                   |
| Baranyai Árpád                                                     |

| További jelöltek |
| ---------------- |
| Baranyai Árpád   |

| BIÖSZ                                                                                     |
| ----------------------------------------------------------------------------------------- |
|                                                                                           |
| Olajos Mihály                                                                             |
| Gulyás András                                                                             |
| Kecskés Gyula                                                                             |
| Vajda Imre                                                                                |
| Marczin Sándor                                                                            |
| \| További jelöltek \| \| ----------------- \| \| Bagdi Lajos János \| \| Furák Károly \| |
| További jelöltek                                                                          |
| Bagdi Lajos János                                                                         |
| Furák Károly                                                                              |

| További jelöltek  |
| ----------------- |
| Bagdi Lajos János |
| Furák Károly      |

| SZDSZ |
| --- |
| |
| Fülöp Mihály István |
| dr. Rab Ferenc |
| Szabó Sándor |
| Fazekas Ferenc |
| Csarnai Jánosné |
| \| További jelöltek \| \| --------------------------- \| \| Végh Edit \| \| Vincze Károly Mátyás \| \| Erdeiné Szilágyi Anikó Edit \| \| Kissné Tuza Magdolna Erika \| \| Kis Sándor \| \| Hodosán Mihály \| |
| További jelöltek |
| Végh Edit |
| Vincze Károly Mátyás |
| Erdeiné Szilágyi Anikó Edit |
| Kissné Tuza Magdolna Erika |
| Kis Sándor |
| Hodosán Mihály |

| További jelöltek            |
| --------------------------- |
| Végh Edit                   |
| Vincze Károly Mátyás        |
| Erdeiné Szilágyi Anikó Edit |
| Kissné Tuza Magdolna Erika  |
| Kis Sándor                  |
| Hodosán Mihály              |

| FKGP         |
| ------------ |
|              |
| Kozlok Béla  |
| Földi József |
| Hóra János   |
|              |
|              |

| Fidesz-KDNP-Magosz |
| --- |
| |
| Rácz Róbert |
| Timár Zoltán |
| Ménes Andrea |
| Berényi András |
| Bodó Sándor |
| \| További jelöltek \| \| ----------------------- \| \| Tasi Sándor \| \| Tóth Mihály \| \| Bulcsú László \| \| Bernáth László \| \| Aba-Horváth István \| \| Szabó Sándor \| \| Jantyik Zsolt István \| \| dr. Lázár Imre \| \| Kovács Miklósné \| \| Győri Balázs \| \| Bérczesi Zsolt Imre \| \| Rásó Tibor \| \| Filemon Mihály \| \| Molcsán Piroska \| \| Módos Imre \| \| Sápi Imre \| \| Semlyényiné Mizák Ágota \| \| Kiss Sándor \| \| Kiss György \| |
| További jelöltek |
| Tasi Sándor |
| Tóth Mihály |
| Bulcsú László |
| Bernáth László |
| Aba-Horváth István |
| Szabó Sándor |
| Jantyik Zsolt István |
| dr. Lázár Imre |
| Kovács Miklósné |
| Győri Balázs |
| Bérczesi Zsolt Imre |
| Rásó Tibor |
| Filemon Mihály |
| Molcsán Piroska |
| Módos Imre |
| Sápi Imre |
| Semlyényiné Mizák Ágota |
| Kiss Sándor |
| Kiss György |

| További jelöltek        |
| ----------------------- |
| Tasi Sándor             |
| Tóth Mihály             |
| Bulcsú László           |
| Bernáth László          |
| Aba-Horváth István      |
| Szabó Sándor            |
| Jantyik Zsolt István    |
| dr. Lázár Imre          |
| Kovács Miklósné         |
| Győri Balázs            |
| Bérczesi Zsolt Imre     |
| Rásó Tibor              |
| Filemon Mihály          |
| Molcsán Piroska         |
| Módos Imre              |
| Sápi Imre               |
| Semlyényiné Mizák Ágota |
| Kiss Sándor             |
| Kiss György             |

| FKGP                |
| ------------------- |
|                     |
| Bodnár János László |
| Fábián Attila       |
|                     |
|                     |
|                     |

| Fidesz-KDNP-Magosz |
| --- |
| |
| Arnóth Sándor |
| dr. Tiba István |
| Kocsis Róbert |
| Kovács Zoltán |
| Máthé Attila Gyula |
| \| További jelöltek \| \| --------------------- \| \| Postáné Kecskés Ilona \| \| Buczkó József \| \| Kiss Sándor Mátyás \| \| Muraközi István \| \| Derecskei Erzsébet \| \| Nagy Bálint László \| \| dr. Czár Csaba András \| \| Kovács Zsigmondné \| \| Szólláth Tibor \| \| László Vilmos Csongor \| \| Kardos István Ernő \| |
| További jelöltek |
| Postáné Kecskés Ilona |
| Buczkó József |
| Kiss Sándor Mátyás |
| Muraközi István |
| Derecskei Erzsébet |
| Nagy Bálint László |
| dr. Czár Csaba András |
| Kovács Zsigmondné |
| Szólláth Tibor |
| László Vilmos Csongor |
| Kardos István Ernő |

| További jelöltek      |
| --------------------- |
| Postáné Kecskés Ilona |
| Buczkó József         |
| Kiss Sándor Mátyás    |
| Muraközi István       |
| Derecskei Erzsébet    |
| Nagy Bálint László    |
| dr. Czár Csaba András |
| Kovács Zsigmondné     |
| Szólláth Tibor        |
| László Vilmos Csongor |
| Kardos István Ernő    |

| KISZÖV          |
| --------------- |
|                 |
| Török István    |
| Korény Istvánné |
| Szilágyi Antal  |
| Katona Béla     |
|                 |

| Hajdúvárosok          |
| --------------------- |
|                       |
| Kathiné Juhász Ildikó |
| dr. Sóvágó László     |
| dr. Éles András       |
| Béres László          |
|                       |

| MIÉP-MVPP |
| --- |
| |
| Sári Csaba |
| Borsos László |
| Pozsár Mária |
| Mester Antal |
| Katona Attila |
| \| További jelöltek \| \| ---------------------- \| \| Ordasi József \| \| Takács László Attiláné \| \| Mezei István \| \| dr. Kovács Andrásné \| \| Nagy Sándor \| \| Kecskés István Béla \| \| [22] \| \| Boldog Péter József \| |
| További jelöltek |
| Ordasi József |
| Takács László Attiláné |
| Mezei István |
| dr. Kovács Andrásné |
| Nagy Sándor |
| Kecskés István Béla |
| [ 22 ] |
| Boldog Péter József |

| További jelöltek       |
| ---------------------- |
| Ordasi József          |
| Takács László Attiláné |
| Mezei István           |
| dr. Kovács Andrásné    |
| Nagy Sándor            |
| Kecskés István Béla    |
| [ 22 ]                 |
| Boldog Péter József    |

| SZDSZ |
| --- |
| |
| Gadus István János |
| Gál István |
| Tarcsi András |
| Szórádi Sándor |
| Jakab György István |
| \| További jelöltek \| \| ---------------- \| \| Molnár József \| \| Mészáros Sándor \| \| Tar István \| \| Tóth István \| \| Papp Gyula \| |
| További jelöltek |
| Molnár József |
| Mészáros Sándor |
| Tar István |
| Tóth István |
| Papp Gyula |

| További jelöltek |
| ---------------- |
| Molnár József    |
| Mészáros Sándor  |
| Tar István       |
| Tóth István      |
| Papp Gyula       |

| MSZP |
| --- |
| |
| dr. Molnár László |
| Kövér Mónika |
| Pántya György |
| Kőrösiné Bódi Judit |
| Csige József |
| \| További jelöltek \| \| -------------------- \| \| Tar Zoltán \| \| Kőrösy Gáborné \| \| Károlyi Mihály \| \| Kegyes Lászlóné \| \| Nagy Zsolt \| \| Szabó László \| \| Hegedűsné Varga Irén \| \| Dobrossy Barnabás \| \| Szilágyi József \| \| Molnár Ernő \| \| Dede Ernő \| \| dr. Sztancsik Péter \| \| Dobi Sándor \| \| Oláh Miklós \| \| Sziklai Emőke \| \| [22] \| \| Csiha András \| \| Totyik Tamás \| \| Kocsis János \| \| Suták Miklós \| \| dr. Takács Imre \| \| dr. Bedő Tibor \| \| dr. Bazsa György \| \| dr. Orosz István \| \| Szigetvári János \| \| Gyula Ferencné \| |
| További jelöltek |
| Tar Zoltán |
| Kőrösy Gáborné |
| Károlyi Mihály |
| Kegyes Lászlóné |
| Nagy Zsolt |
| Szabó László |
| Hegedűsné Varga Irén |
| Dobrossy Barnabás |
| Szilágyi József |
| Molnár Ernő |
| Dede Ernő |
| dr. Sztancsik Péter |
| Dobi Sándor |
| Oláh Miklós |
| Sziklai Emőke |
| [ 22 ] |
| Csiha András |
| Totyik Tamás |
| Kocsis János |
| Suták Miklós |
| dr. Takács Imre |
| dr. Bedő Tibor |
| dr. Bazsa György |
| dr. Orosz István |
| Szigetvári János |
| Gyula Ferencné |

| További jelöltek     |
| -------------------- |
| Tar Zoltán           |
| Kőrösy Gáborné       |
| Károlyi Mihály       |
| Kegyes Lászlóné      |
| Nagy Zsolt           |
| Szabó László         |
| Hegedűsné Varga Irén |
| Dobrossy Barnabás    |
| Szilágyi József      |
| Molnár Ernő          |
| Dede Ernő            |
| dr. Sztancsik Péter  |
| Dobi Sándor          |
| Oláh Miklós          |
| Sziklai Emőke        |
| [ 22 ]               |
| Csiha András         |
| Totyik Tamás         |
| Kocsis János         |
| Suták Miklós         |
| dr. Takács Imre      |
| dr. Bedő Tibor       |
| dr. Bazsa György     |
| dr. Orosz István     |
| Szigetvári János     |
| Gyula Ferencné       |

| HBFE          |
| ------------- |
|               |
| Rácz Sándor   |
| Gál József    |
| dr. Deli Imre |
|               |
|               |

| MDF |
| --- |
| |
| Makay Zsolt |
| dr. Murvai-Kiss Krisztián |
| Komor Sándor |
| Szeifert Ferenc |
| Marosi György Csongor |
| \| További jelöltek \| \| -------------------- \| \| Kárai Imre \| \| Csokai József \| \| dr. Szabó Imre \| \| dr. Nyakas Miklós \| \| Kovács Edit \| \| Pusztai Gabriella \| \| Kovács Apor \| \| Csikos Ádám \| \| Vigné Balogh Katalin \| \| Tóth István \| \| Gaál Imre \| \| Pataki József \| \| Molnár Magdolna \| \| Pál-Kovács Dezső \| \| Hámos András \| \| Joó István \| \| Turi Gábor \| \| Joó Szabolcs \| \| Tóth-Major Mónika \| \| Berecz Zsolt András \| \| Gyarmati Renáta \| \| Barna Lajosné \| \| Kántor András \| \| Varga László \| |
| További jelöltek |
| Kárai Imre |
| Csokai József |
| dr. Szabó Imre |
| dr. Nyakas Miklós |
| Kovács Edit |
| Pusztai Gabriella |
| Kovács Apor |
| Csikos Ádám |
| Vigné Balogh Katalin |
| Tóth István |
| Gaál Imre |
| Pataki József |
| Molnár Magdolna |
| Pál-Kovács Dezső |
| Hámos András |
| Joó István |
| Turi Gábor |
| Joó Szabolcs |
| Tóth-Major Mónika |
| Berecz Zsolt András |
| Gyarmati Renáta |
| Barna Lajosné |
| Kántor András |
| Varga László |

| További jelöltek     |
| -------------------- |
| Kárai Imre           |
| Csokai József        |
| dr. Szabó Imre       |
| dr. Nyakas Miklós    |
| Kovács Edit          |
| Pusztai Gabriella    |
| Kovács Apor          |
| Csikos Ádám          |
| Vigné Balogh Katalin |
| Tóth István          |
| Gaál Imre            |
| Pataki József        |
| Molnár Magdolna      |
| Pál-Kovács Dezső     |
| Hámos András         |
| Joó István           |
| Turi Gábor           |
| Joó Szabolcs         |
| Tóth-Major Mónika    |
| Berecz Zsolt András  |
| Gyarmati Renáta      |
| Barna Lajosné        |
| Kántor András        |
| Varga László         |

| Civilek                |
| ---------------------- |
|                        |
| dr. Nagy Imre          |
| Leleszné Sveda Klára   |
| Szolnoki Ferenc        |
| Fazekasné Rab Julianna |
| Erdős István           |

## A szavazás menete
A választást 2006. október 1-jén bonyolították le. A választópolgárok reggel 6 órától kezdve adhatták le a szavazataikat, egészen a 19 órás urnazárásig.

### Részvétel
|                       |                     |                  |         | jogosultak arányában | szavazók arányában |
| --------------------- | ------------------- | ---------------- | ------- | -------------------- | ------------------ |
| Választójogosult      | Választójogosult    | Választójogosult | 269 324 |                      |                    |
|                       | Szavazó             | Szavazó          | 144 836 | 53,78%               |                    |
|                       | érvényes szavazólap | 137 458          | 51,04%  | 94,91%               |                    |
| érvénytelen / hiányzó | 7 378               | 2,74%            | 5,09%   |                      |                    |
| Távolmaradó           | Távolmaradó         | 124 488          | 46,22%  |                      |                    |
|                       |                     |                  |         |                      |                    |

Heten szavaztak, hatan távolmaradtak
A 269 ezer szavazásra jogosult polgárból 145 ezer vett részt a választásokon (54%). Ez az arány érzékelhetően meghaladta a négy évvel korábbi részvételt (+4,9%p). A leadott szavazatok közül hét és fél ezer volt érvénytelen (5,1%).
A részvételi hajlandóság eltért a két választókerületben. A kistelepüléseken a polgárok több mint 56%-a ment el szavazni, míg a középvárosokban ez az arány alig haladta meg az 50%-ot. A választói kedv épp a legkisebb településen volt a legnagyobb (Vekerd, 87%), a legalacsonyabb pedig a megye déli határánál fekvő Csökmőn (32%).
Az érvénytelen szavazatok aránya a kistelepüléseken volt magasabb (6,1%-3,6%).
| Részvételi adatok választókerületi bontásban | Részvételi adatok választókerületi bontásban | Részvételi adatok választókerületi bontásban | Részvételi adatok választókerületi bontásban | Részvételi adatok választókerületi bontásban | Részvételi adatok választókerületi bontásban | Részvételi adatok választókerületi bontásban | Részvételi adatok választókerületi bontásban | Részvételi adatok választókerületi bontásban | Részvételi adatok választókerületi bontásban |
|                                              |                                              | Kistelepülési választókerület                | Kistelepülési választókerület                | Kistelepülési választókerület                |                                              | Középvárosi választókerület                  | Középvárosi választókerület                  | Középvárosi választókerület                  |                                              |
|                                              | jogosultak arányában                         | szavazók arányában                           |                                              | jogosultak arányában                         | szavazók arányában                           |                                              |                                              |                                              |                                              |
| -------------------------------------------- | -------------------------------------------- | -------------------------------------------- | -------------------------------------------- | -------------------------------------------- | -------------------------------------------- | -------------------------------------------- | -------------------------------------------- | -------------------------------------------- | -------------------------------------------- |
| Választójogosult                             |                                              | 153 050                                      |                                              |                                              |                                              | 116 274                                      |                                              |                                              |                                              |
| Szavazó                                      | 86 048                                       | 56,22%                                       |                                              | 58 788                                       | 50,56%                                       |                                              |                                              |                                              |                                              |
| érvényes szavazólap                          | 80 770                                       | 52,77%                                       | 93,87%                                       | 56 688                                       | 48,75%                                       | 96,43%                                       |                                              |                                              |                                              |
| érvénytelen / hiányzó szavazólap             | 5 278                                        | 3,45%                                        | 6,13%                                        | 2 100                                        | 1,81%                                        | 3,57%                                        |                                              |                                              |                                              |
| Távolmaradó                                  | 67 002                                       | 43,78%                                       |                                              | 57 486                                       | 49,44%                                       |                                              |                                              |                                              |                                              |

| Részvételi adatok településméret szerint | Részvételi adatok településméret szerint | Részvételi adatok településméret szerint | Részvételi adatok településméret szerint | Részvételi adatok településméret szerint | Részvételi adatok településméret szerint |
| Lakók száma                              | Település                                | Választó- jogosult                       | Szavazó                                  | Részvétel                                | Legnagyobb/legkisebb részvétel           |
| ---------------------------------------- | ---------------------------------------- | ---------------------------------------- | ---------------------------------------- | ---------------------------------------- | ---------------------------------------- |
| 1 – 1 300                                | 26                                       | 16 187                                   | 10 846                                   | 67,00%                                   | Vekerd 87,32% Csökmő 31,70%              |
| 1 301 – 3 000                            | 25                                       | 39 019                                   | 23 583                                   | 60,44%                                   | Vekerd 87,32% Csökmő 31,70%              |
| 3 001 – 5 000                            | 9                                        | 26 635                                   | 15 280                                   | 57,37%                                   | Nyíracsád 70,27% Téglás 41,00%           |
| 5 001 – 10 000                           | 13                                       | 71 209                                   | 36 339                                   | 51,03%                                   | Nyíracsád 70,27% Téglás 41,00%           |
| 1 – 10 000                               | 73                                       | 153 050                                  | 86 048                                   | 56,22%                                   |                                          |
| 10 000 fölött                            | 8                                        | 116 274                                  | 58 788                                   | 50,56%                                   | Hajdúsámson 57,33% Hajdúszoboszló 46,37% |
| Összesen                                 | 81                                       | 269 324                                  | 144 836                                  | 53,78%                                   |                                          |

## Eredmények
| Lista    | Lista              | Érvényes szavazat | Érvényes szavazat | Küszöb | Küszöb | Képviselő | Képviselő | Képviselő |
| Lista    | Lista              | db                | arány             | kt     | kv     | fő        | arány     | +/–       |
| -------- | ------------------ | ----------------- | ----------------- | ------ | ------ | --------- | --------- | --------- |
|          | Fidesz–KDNP–Magosz | 69 447            | 50,52%            | ✓      | ✓      | 23        | 57,5%     | +9        |
|          | MSZP               | 40 322            | 29,33%            | ✓      | ✓      | 13        | 32,5%     | –8        |
|          | MDF                | 6 456             | 4,70%             | ✓      | ✓      | 2         | 5,0%      | +2        |
|          | SZDSZ              | 4 803             | 3,49%             | ✗      | ✓      | 1         | 2,5%      | –1        |
|          | Hajdúvárosok       | 3 226             | 2,35%             |        | ✓      | 1         | 2,5%      | ±0        |
|          | MIÉP               | 3 317             | 2,41%             | ✗      |        | 0         |           |           |
|          | MIÉP–MVPP          | 3 317             | 2,41%             |        | ✗      | 0         |           |           |
|          | MVPP               | 3 317             | 2,41%             | ✗      |        | 0         |           |           |
|          |                    |                   |                   |        |        |           |           |           |
|          | NYÉRE              | 2 963             | 2,16%             | ✗      |        | 0         |           |           |
|          | Polgármesterek     | 2 555             | 1,86%             | ✗      |        | 0         |           |           |
|          | FKGP               | 1 637             | 1,19%             | ✗      | ✗      | 0         |           |           |
|          | BIÖSZ              | 819               | 0,60%             | ✗      |        | 0         |           |           |
|          | Civilek            | 732               | 0,53%             |        | ✗      | 0         |           |           |
|          | KISZÖV             | 679               | 0,49%             |        | ✗      | 0         |           |           |
|          | HBFE               | 502               | 0,37%             |        | ✗      | 0         |           |           |
| Összesen | Összesen           | 137 458           |                   |        |        | 40        |           |           |

A választásokat a Fidesz-KDNP-Magosz szövetség nyerte meg. Az MSZP második lett, rajtuk kívül az MDF, az SZDSZ és a Hajdúvárosok képviselői jutottak be a közgyűlésbe. A további listák viszont egyik választókerületben sem érték el a közgyűlésbe jutáshoz szükséges 4%-os határt.
A legtöbb szavazatot a Fidesz-KDNP-Magosz listája kapta, közel 30 ezer voksal előzték meg a szocialistákat. Ez az eredmény azt jelentette, hogy a 2002-es választásokhoz képest fordult a kocka: ahogy akkor a baloldal, úgy most a jobboldal szerezte meg a közgyűlési helyek többségét. A Fidesz vezette fölállás kilenccel növelte a közgyűlési székei számát, igaz akkor még az MDF-el indultak közös listán. Az MDF viszont ezen a választáson újra önállóan mérettette meg magát, és ennek eredményeként két képviselői széket a magának is mondhatott. A választások vesztese az MSZP lett, amely a négy évvel korábbi voksoláshoz képest nyolc helyet veszített, és így 13 fős frakciójával a legnagyobb ellenzéki erő lett a megyeházán. Rajtuk kívül az SZDSZ és a Hajdúvárosok egy-egy jelöltje került be a közgyűlésbe. Mindkét szervezet jelen volt már a korábbi közgyűlésben is, igaz a szabaddemokraták egy helyet veszítettek 2002-höz képest.
Nem jutott be sem a MIÉP, sem a Magyar Vidék és Polgári Párt, ahogyan a kisgazdák és további hat megyei szervezet sem.

### Választókerületenként
| Lista    | Lista              | Érvényes szavazat | Érvényes szavazat | Küszöb | Képviselő | Képviselő | +/– |
| -------- | ------------------ | ----------------- | ----------------- | ------ | --------- | --------- | --- |
|          | Fidesz–KDNP–Magosz | 41 206            | 51,02%            | ✓      | 15        | 62,50%    | +6  |
|          | MSZP               | 24 134            | 29,88%            | ✓      | 8         | 33,33%    | –6  |
|          | MDF                | 3 250             | 4,02%             | ✓      | 1         | 4,17%     | +1  |
|          | NYÉRE              | 2 963             | 3,67%             | ✗      | 0         |           |     |
|          | Polgármesterek     | 2 555             | 3,16%             | ✗      | 0         |           |     |
|          | SZDSZ              | 2 206             | 2,73%             | ✗      | 0         |           | –1  |
|          | MIÉP               | 1 578             | 1,95%             | ✗      | 0         |           |     |
|          | FKGP               | 1 082             | 1,34%             | ✗      | 0         |           |     |
|          | MVPP               | 977               | 1,21%             | ✗      | 0         |           |     |
|          | BIÖSZ              | 819               | 1,01%             | ✗      | 0         |           |     |
| Összesen | Összesen           | 80 770            |                   | 3/10   | 24        |           |     |

| Lista    | Lista              | Érvényes szavazat | Érvényes szavazat | Küszöb | Képviselő | Képviselő | +/– |
| -------- | ------------------ | ----------------- | ----------------- | ------ | --------- | --------- | --- |
|          | Fidesz–KDNP–Magosz | 28 241            | 49,82%            | ✓      | 8         | 50,00%    | +3  |
|          | MSZP               | 16 188            | 28,56%            | ✓      | 5         | 31,25%    | –2  |
|          | Hajdúvárosok       | 3 226             | 5,69%             | ✓      | 1         | 6,25%     | ±0  |
|          | MDF                | 3 206             | 5,66%             | ✓      | 1         | 6,25%     | +1  |
|          | SZDSZ              | 2 597             | 4,58%             | ✓      | 1         | 6,25%     | –1  |
|          | MIÉP–MVPP          | 762               | 1,34%             | ✗      | 0         |           |     |
|          | Civilek            | 732               | 1,29%             | ✗      | 0         |           |     |
|          | KISZÖV             | 679               | 1,20%             | ✗      | 0         |           |     |
|          | FKGP               | 555               | 0,98%             | ✗      | 0         |           |     |
|          | HBFE               | 502               | 0,89%             | ✗      | 0         |           |     |
| Összesen | Összesen           | 56 688            |                   | 5/10   | 16        |           |     |

A választás nagyobbrészt a kistelepülési választókerületben dőlt el, hiszen abban 24, míg a középvárosi kerületben 16 képviselői helyet osztottak ki.
A középvárosi választókerületben 57 ezer érvényes szavazatot adtak le a választópolgárok. A voksok fele a Fidesz-KDNP-Magosz listájára érkezett, több mint negyede pedig az MSZP listájára. A jobboldali szövetség nyolc, a szocialisták öt képviselőt küldhettek a megyeházára a középvárosi polgárok bizamából.
Egy-egy képviselőt juttatott be ebből a kerületből a közgyűlésbe a hajdúvárosok szövetsége (5,7%), az MDF (5,7%) és az SZDSZ (4,6%). A 4%-os küszöböt 2 267 szavazat jelentette. A további listák messze elmaradtak ettől. Közéjük tartozott a MIÉP illetve Magyar Vidék és Polgári Párt közös listája (1,3%), a kisgazdák (1,0%), a megyei iparszövetség (1,2%) és a két hajdúböszörményei civil szervezet (1,3 ill. 0,9%).
A kistelepülési választókerületben 81 ezer érvényes szavazatot számoltak össze a szavazatszámláló bizottságok tagjai. A Fidesz-KDNP-Magosz lista a szavazatok több mint felét kapta meg. A második helyen az MSZP végzett, közel 30%-os eredménnyel. A Fidesz vezette lista 15, míg a szocialisták 8 képviselői helyhez jutottak ebben a választókerületben. (Ez lényegében a négy évvel korábbi eredmény fordítottja volt, akkor a jobboldali listának 9, míg a baloldalnak 14 hely jutott.)
Alig másfél tucat szavazattal lépte át az MDF listája a 4%-os határt, míg további hét szervezetnek ez nem sikerült. Közülük a nyugdíjas szervezet (3,7%) és a polgármesterek egyesülete (3,2%) kapta a legtöbb szavazatot. Messze a bejutási küszöb alatt maradt az SZDSZ (2,7%), amelynek négy évvel korábban még bő 4%-os támogatottsága volt a kistelepülésen élők körében. Az országos pártok közül a MIÉP (2,0%) és a kisgazdák (1,3%), ugyanúgy mint négy éve, most sem érték el a bejutási küszöböt. A legkevesebb támogatót a Magyar Vidék és Polgári Párt (1,2%) és a bihariak önkormányzati szövetsége (1,0%) tudhatta magáénak.
| Lista | Lista          | Választókerület | Eltérés  | Eltérés |
| Lista | Lista          | Választókerület | Szavazat | %p      |
| ----- | -------------- | --------------- | -------- | ------- |
|       | MDF            | kistelepülési   | 19       | +0,02   |
|       | NYÉRE          | kistelepülési   | −268     | -0,33   |
|       | SZDSZ          | középvárosi     | 329      | +0,58   |
|       | Polgármesterek | kistelepülési   | −676     | -0,84   |

## Az új közgyűlés
| \| 23 \| 13 \| 2 \| 1 \| 1 \| |                    |            |            |   |
| Listák                        | Listák             | Képviselők | Képviselők |   |
|                               | Fidesz–KDNP–Magosz | 23         | 57,5%      |   |
|                               | MSZP               | 13         | 32,5%      |   |
|                               | MDF                | 2          | 5,0%       |   |
|                               | SZDSZ              | 1          | 2,5%       |   |
|                               | Hajdúvárosok       | 1          | 2,5%       |   |
| Összesen                      | Összesen           | 40         |            |   |
| 23                            | 13                 | 2          | 1          | 1 |

Az új közgyűlés alakuló ülésére október 12-én került sor. A közgyűlés elnökévé Rácz Róbertet, a Fidesz-KDNP-Magosz kistelepülési listavezetőjét választották. Az új elnök korábban a Fidesz frakcióját vezette a megyeházán, valamint a párt országgyűlési képviselője is volt. Az alelnöki tisztségre Kocsis Róbert kapott bizalmat, aki a korábbi ciklusban Hajdúszoboszló alpolgármestere és a Fidesz országgyűlési képviselője volt. A közgyűlés következő ülésén, november 22-én szintén alelnökké választották Szólláth Tibort, aki a Fidesz-KDNP-Magosz középvárosi listáján szerepelt jelöltként.

### A megválasztott képviselők
| Fidesz-KDNP-Magosz   |
| -------------------- |
|                      |
| kistelepülések       |
| Rácz Róbert          |
| Timár Zoltán         |
| Ménes Andrea         |
| Berényi András       |
| Bodó Sándor          |
| Tasi Sándor          |
| Tóth Mihály          |
| Bulcsú László        |
| Bernáth László       |
| Aba-Horváth István   |
| Szabó Sándor         |
| Jantyik Zsolt István |
| dr. Lázár Imre       |
| Kovács Miklósné      |
| Győri Balázs         |

| Fidesz-KDNP-Magosz    |
| --------------------- |
|                       |
| középvárosok          |
| Arnóth Sándor         |
| dr. Tiba István       |
| Kocsis Róbert         |
| Kovács Zoltán         |
| Máthé Attila Gyula    |
| Postáné Kecskés Ilona |
| Buczkó József         |
| Kiss Sándor Mátyás    |

| MSZP                |
| ------------------- |
|                     |
| középvárosok        |
| dr. Molnár László   |
| Kövér Mónika        |
| Pántya György       |
| Kőrösiné Bódi Judit |
| Csige József        |

| MSZP              |
| ----------------- |
|                   |
| kistelepülések    |
| dr. Oláh Lajos    |
| dr. Forgács Barna |
| Gurzó László      |
| Arany Sándor      |
| Csige Tamás       |
| Titi Éva          |
| Szécsi Tamás      |
| Moczok Gyula      |

| MDF                    |
| ---------------------- |
|                        |
| kistelepülések         |
| Kálmánné Szabó Katalin |
| középvárosok           |
| Makay Zsolt            |

| SZDSZ              |
| ------------------ |
|                    |
| középvárosok       |
| Gadus István János |

| Hajdúvárosok          |
| --------------------- |
|                       |
| középvárosok          |
| Kathiné Juhász Ildikó |

### MTI hírek
- http://archiv1988-2005.mti.hu

A Magyar Távirati Iroda archívuma elérhető a világhálón, abban az 1988 óta megjelent hírek szabadon kereshetők. Ugyanakkor a honlap olyan technológiával készült, hogy az egyes hírekre nem lehet közvetlen hivatkozást (linket) megadni. Így a kereséshez szükséges alapadatok megadásával újra ki kell keresni az adott hírt (cím kulcsszavai, dátum).
1. ↑  „Megalakult Hajdú-Bihar megye közgyűlése”, Magyar Távirati Iroda, 2006. október 12. (Hozzáférés: 2018. január 11.)
2. ↑  „Hajdú-Bihar megye napja - díjátadás”, Magyar Távirati Iroda, 2006. november 22. (Hozzáférés: 2018. január 11.)